# کادادوراپیتیا
کادادوراپیتیا (به لاتین: Kadadorapitiya) یک منطقهٔ مسکونی در سری‌لانکا است که در استان مرکزی (سری‌لانکا) واقع شده‌است.